# Liste des municipalités du bassin versant de la rivière l'Assomption
Liste des municipalités du bassin versant de la rivière L'Assomption dans Lanaudière et les Laurentides :
| Chertsey                     |
| Entrelacs                    |
| Lac-des-Dix-Milles           |
| Les Pays-d'en-Haut           |
| Notre-Dame-de-la-Merci       |
| Rawdon                       |
| Saint-Alphonse-Rodriguez     |
| Saint-Calixte                |
| Saint-Côme                   |
| Saint-Damien                 |
| Saint-Donat                  |
| Sainte-Béatrix               |
| Sainte-Émélie-de-l'Énergie   |
| Sainte-Julienne              |
| Sainte-Marcelline-de-Kildare |
| Saint-Guillaume-Nord         |
| Saint-Hippolyte              |
| Saint-Jean-de-Matha          |